# Каракачани
Каракачани (грч. σαρακατσάνοι) су грчка етничка група која је живела на планини Пинду, у Грчкој, а насељавала је и источне делове Старе планине у Бугарској. Углавном су номади, чувају овце од којих користе млеко, месо и вуну. Производе качкаваљ, чију су технологију од њих преузели и српски старопланински чобани. У Србији их зову и Ашанима или Црновунцима, с обзиром на то да су неговали стари балкански сој оваца тзв. каракачанску овцу. Православне су вере и говоре каракачанским дијалектом. Данас их, поред Грчке, има у Бугарској (око 15 хиљада), у Македонији, Албанији и Малој Азији. У Србији се нису задржали.
Три су тумачења порекла речи „каракачан“. По једном, име им долази од турске речи karakaçan или kırkaçan, што значи „онај који оставља необрадиву земљу“ или „који напушта планину“, по другој, од две турске речи „кара“ - црн, и „качан“ - бегунац, и треће, од арумунске речи sarac-tsani, што означава „сиромах“.
У Србију су долазили највише у време док су границе између балканских држава биле порозне, када су могли своја стада из Егејске и Вардарске Македоније да дотерују на пашњаке Бесне Кобиле, Варденика, Чемерника и Старе планине. Описана је 1881. године једна задруга Ашана или Куцо-Влаха на врху планине Јастребац званом Равна Гора. Њих 24 припадника (оба пола) са 800 оваца и 25 коња, дошли су из околине Прилепа, и ту на пашњаку живели током сезоне у шест земуница, бавећи се овчарством и ткањем вунених предмета. Главни у породици је био старац Коста Михајловић. Последњи њихов боравак забележен је између два светска рата.
Било их је током зиме 1936. године у Ђевђелијској долини, а дошли су из Епира. Номади више етничких група чинили су заједно "Каракачане", јер је ових било највише. Главни заповедник "ћаја" је све решавао а посебно је морао да води бригу о "реду" (организацији и дисциплини), без којег нису могли да се одбране од непријатеља. Њихов чувени "ћаја" Никола пострадао је 1924. године од чете арбанашког разбојника Каљоша, јер није чувао ред. Водили су патријархални начин живота, боравећи непрестано у дивљини са стоком. Међу људе су се мешали само "ћаја" и старије старешине, док су се жене криле. Куповали су се само со, ципеле и неке ситнице. Склапали су малолетничке бракове, који су погађани док су будући супружници били мала деца. Искључиво су се држали части и дате речи као неприкосновених. Њихов сир је био врло квалитетан и извозио се на инострана тржишта. Посебно је био квалитетан њихов производ скупи сир "Порте". Имовинске податке су урезивали у дрвени "четни рабош". Хранили су се припадници племена млеком и маслом, а од масла су правили "жижак", као једино средство за осветљење ноћу.
Године 1937. код Дојрана је било још преосталих 140 номадских породица тог старог балканског племена. Становали су на огранцима планине Кожух, у кућицама подигнутим од језерске трске и прућа. Себе су сматрали Карачанима и негирали да су Куцо-Власи. Продавали су овчији сир и јагањце и стално се премештали са својим караваном натоварених мазги. Ту им је био старешина - вођа племена Риста, а имали су 20.000 оваца. Презирали су нарочито лажљивце; убијали би човека за једну изречену лаж. Обожавали су православне иконе Богородице.
Под планином Исток, близу Ресена било је 1938. године једно племе Каракачана. Ту су стигли те године са својих 10.000 оваца, које су пратили велики пси. Сместило се у 40 овчарских колибица њих 180 душа - људи, жена и деце. Уз логор се налазила примитивна мануфактура за производњу качкаваља. Свака породица је имала свог чобанина и планинку. Млеко су продавали до Св. Илије, а од тада до Крстовдана (прекида) правили су кајмак и сир за себе и продају. На челу племена био је старац "ћаја" Стерије Димитријевић, од којег је све зависило; имао је неограничену власт. Његово номадско племе је било из Грчке, и сваке године тражили су изнова погодне пашњаке за своју стоку.  По конституцији то су већином суви, бледи, мршави а здрави људи.
На Чемернику о њиховом боравку сведоче топоними: Ашанске колибе и Ашанске ливаде, где су им били станови на саоницама и испаша оваца. Са Чемерника су побегли тридесетих година 20. века, после сукоба са власинским и црнотравским чобанима, при чему су једнога убили. То је био разлог да се више на Власинској висоравни не појаве.
Њихова црноруна овца се и данас задржала на овим просторима. У селу Млачишту је очувано једно стадо, од кога су потом, 2006. направљена још два запата у околини Димитровграда (село Каменица) и Босилеграда.